# François Girardon

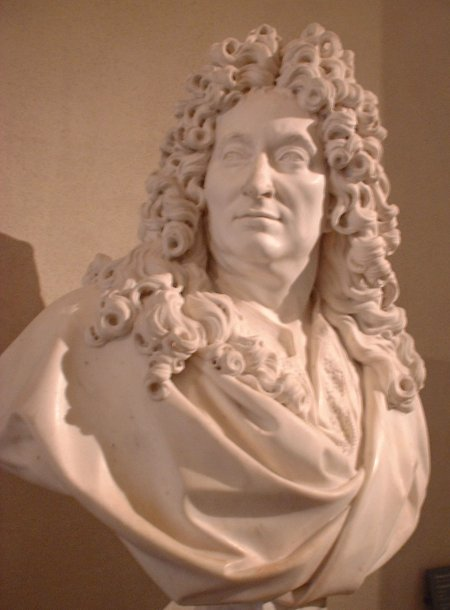
Popiersie Nicolasa Boileau, Luwr

François Girardon (ur. 10 marca 1628 w Troyes, zm. 1 września 1715 w Paryżu) – rzeźbiarz francuski, czołowy reprezentant barokowego klasycyzmu we Francji i sztuki dworskiej czasów Ludwika XIV.
Jego styl stanowi połączenie barokowego patosu i dynamiki z klasyczną formą. Profesor Académie Royale de Peinture et de Sculpture, współpracownik Charlesa le Bruna przy dekoracji zamku w Vaux-le-Vicomte, Galerii Apollina w Luwrze, gabinetu królewskiego w Tuileries. 
Twórca licznych rzeźb o tematyce mitologicznej i alegorycznej dla parku w Wersalu: Kąpiel nimf – relief, Apollo i nimfy, Porwanie Prozerpiny. Wykonywał też nagrobki (kardynała Richelieu w kościele Sorbony) i popiersia portretowe (np. Boileau). W rzeźbach łączył patos i dekoracyjność z powściągliwą formą.